# اسپیلبرگ ۲۵۹۳۰
سیارک ۲۵۹۳۰ (به انگلیسی: 25930 Spielberg، نامگذاری:2001DJ54) بیست و پنج هزار و نهصد و سی‌امین سیارک کشف شده‌است که در ۲۱ فوریه ۲۰۰۱ کشف شد.
قدر مطلق سیارک برابر ۱۲.۳ است.